# Бурий Олександр Миколайович
Олекса́ндр Микола́йович Бу́рий (* 1951) — український лікар-ендоскопіст, доктор медичних наук (2015). Заслужений лікар України.

## З життєпису
Народився 1951 року. В 1975 році закінчив Київський медичний інститут ім. О. О. Богомольця.
З 1975 року і надалі працює в Національному інституті хірургії та трансплантології ім. О. О. Шалімова НАМН України — завідуючий відділенням ультразвукової та функціональної діагностики.
В 1987 році захистив кандидатську дисертацію. Автор 275 друкованих робіт та 40 патентів на винахід.
2015 року здобув вчене звання доктора медичних наук — «Діагностична і лікувальна гастроінтестинальна ендоскопія при ерозивно-виразкових та неопластичних захворюваннях шлунка і дванадцятипалої кишки».
Віцепрезидент Асоціації лікарів-ендоскопістів України.

## Серед робіт
- «Нові методи лікування важких метаболічних порушень»; 2006, співавтори Бубало Олександр Федорович, Колесник Тетяна Володимирівна, Косюхно Сергій Вікторович, Лаврик Андрій Семенович, Мітченко Олена Іванівна, Перехрестенко Олександр Васильович, Тивончук Олександр Степанович[2]

## Нагороди та вшанування
- Заслужений лікар України[3]
- Лауреат премії ім. О. М. Бойченка